# Lacerta bilineata
Lacerta bilineata (ящірка зелена західна ) — представник роду Ящірок родини справжніх ящірок. Поширений переважно в Західній Європі.

## Опис
Цей сильно варіативний вид може бути зеленого або коричневого кольору і мати багато різних візерунків на шкірі. Горло самця синього кольору, хоча це забарвлення також іноді відбувається у самиць. Довжина тулубу: 13 см, загальна довжина: до 40 см. 

## Поширення
Країни проживання: Андорра, Австрія, Хорватія, Франція, Німеччина, Італія, Монако, Словенія, Іспанія, Швейцарія, Велика Британія. Інтродукований в Канзасі, США. 

## Спосіб життя
Населяє трав'янисті місцевості з рідкісними деревами і чагарниками і сирі землі з густою рослинністю. Знайдений також на узліссях рідколісь і близько до огорож в традиційно оброблюваних землях (у тому числі виноградників). Трапляється на висотах від рівня моря до 2160 м над рівнем моря.
Це яйцекладний вид. Сезон розмноження починається в кінці травня. Самиця відкладає зчеплення з 6—23 яєць в сипучий пісок або рослинність. Дитинчата вилуплюються в серпні або вересні. Самиця досягає статевої зрілості, коли має довжину морда-черево близько восьми сантиметрів. 
Харчовий раціон в основному складається з членистоногих та інших безхребетних, хоча цей вид також може взяти фрукти і яйця птахів і пташенят.

## Охорона
Lacerta bilineata охороняється в Європі і занесена до Додатку ІІ Бернської конвенції (охоронна категорія: вид підлягає особливій охороні), а також до Директиви Європейського Союзу 92/43/ЄС «Про збереження природних оселищ та видів природної фауни і флори» (Додаток IV. Види рослин і тварин, що становлять особливий інтерес для Європейського Союзу, які потребують суворих заходів охорони).
Локально виду загрожує втрата середовища існування через випас великої рогатої худоби, випалювання чагарників і дерев і забруднення пестицидами. Як елемент біорізноманіття ящірка охороняється в межах кількох природоохоронних територій.

## Підвиди
- Lacerta bilineata bilineata Daudin, 1802 (в Іспанії , Франції , Швейцарії і Німеччині)
- Lacerta bilineata chloronota Rafinesque-Schmaltz, 1810 (на півдні Італії і Сицилії)
- Lacerta bilineata chlorosecunda Taddei, 1950 (на південному сході Італії)
- Lacerta bilineata fejervaryi Vasvary, 1926 (в Італії від Тоскани до Неаполя)

## Галерея

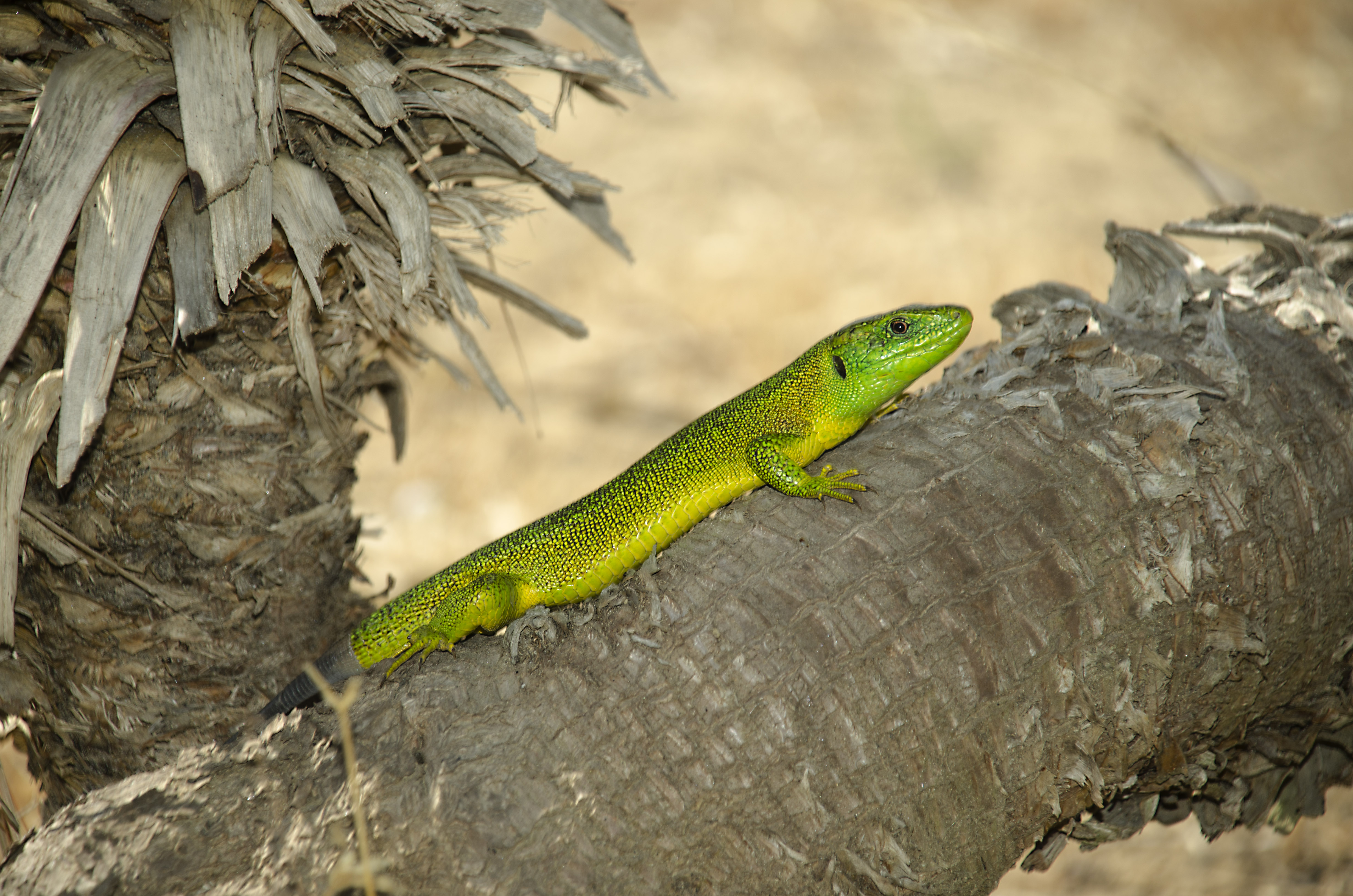
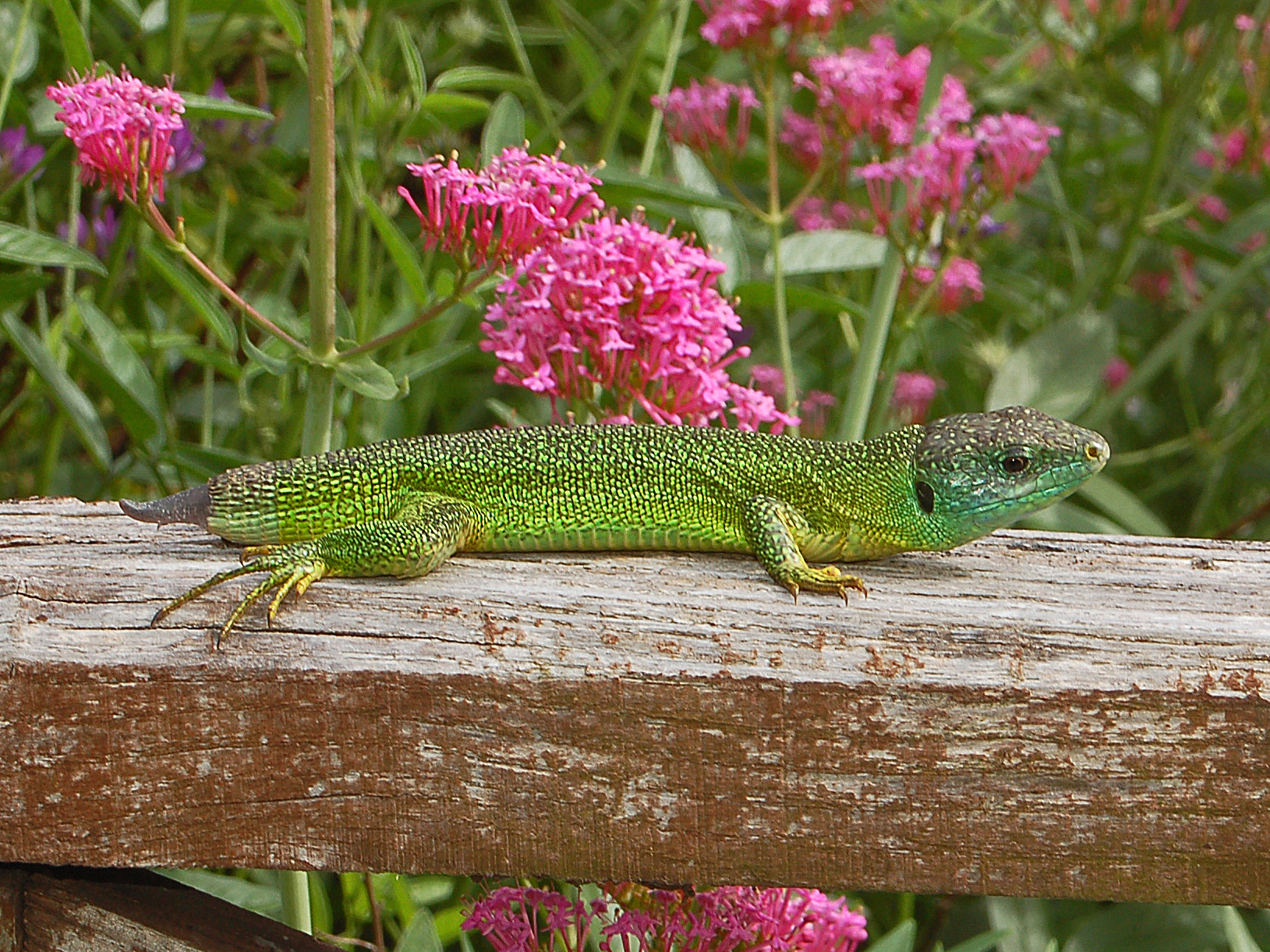
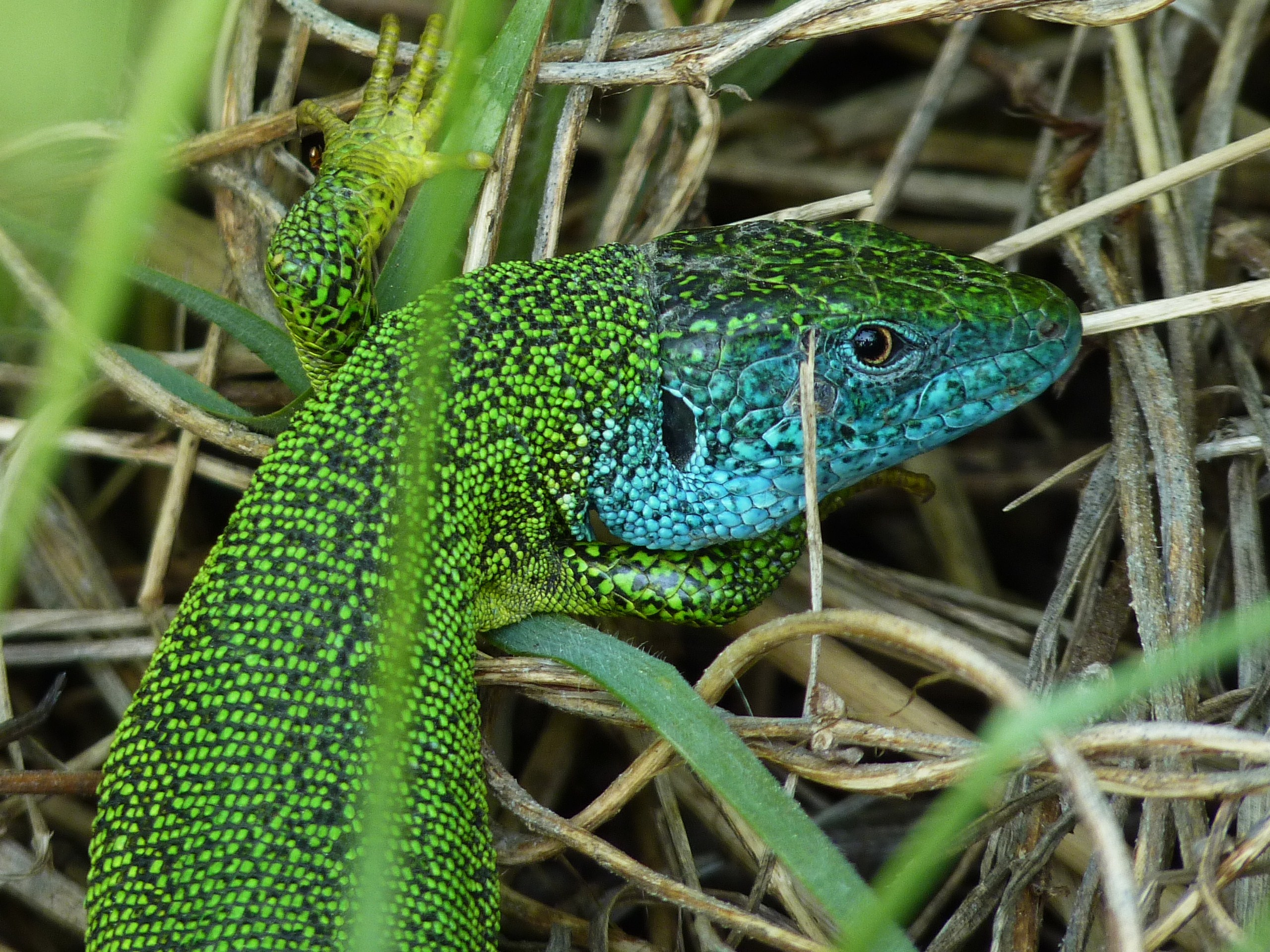
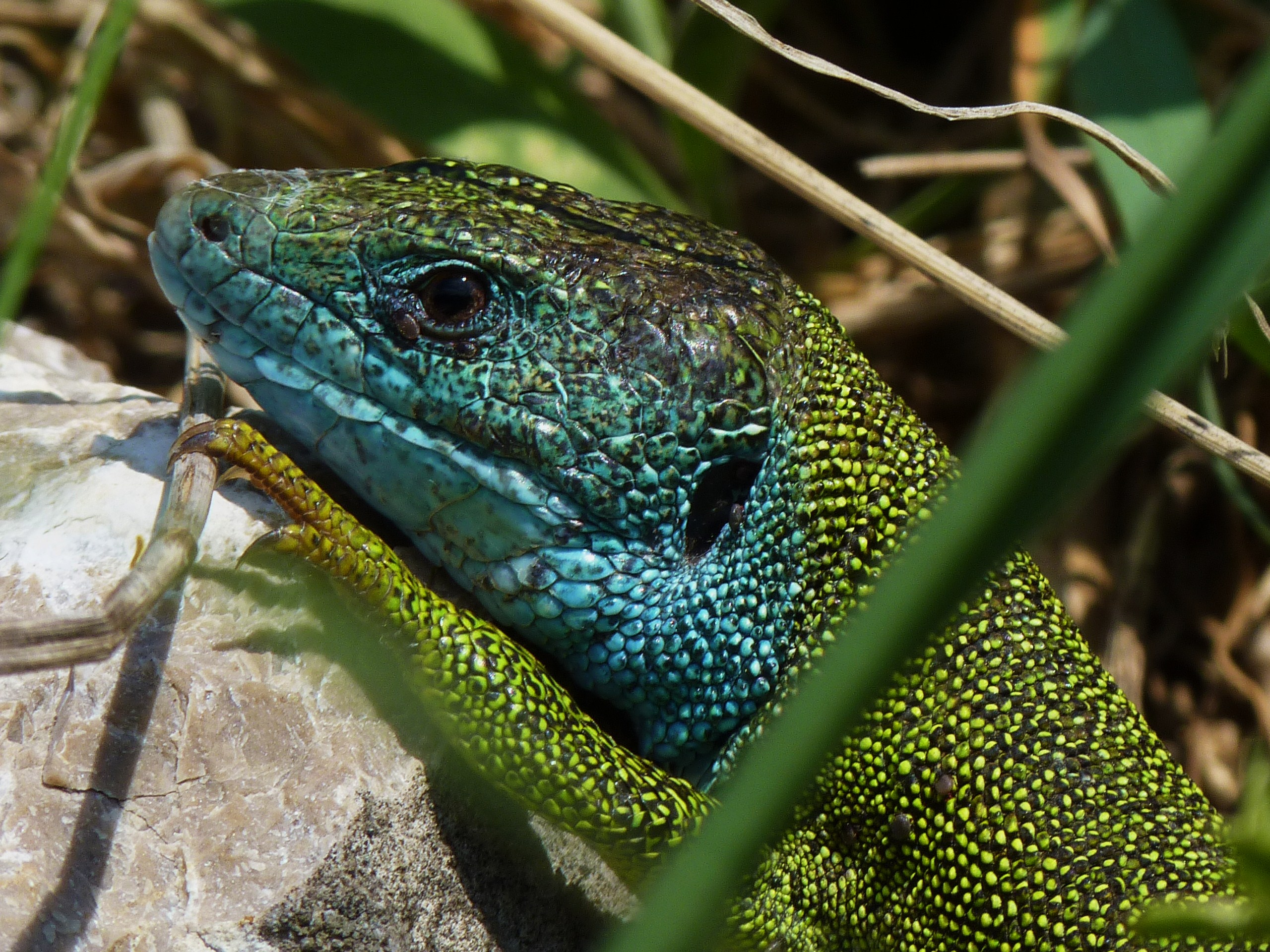
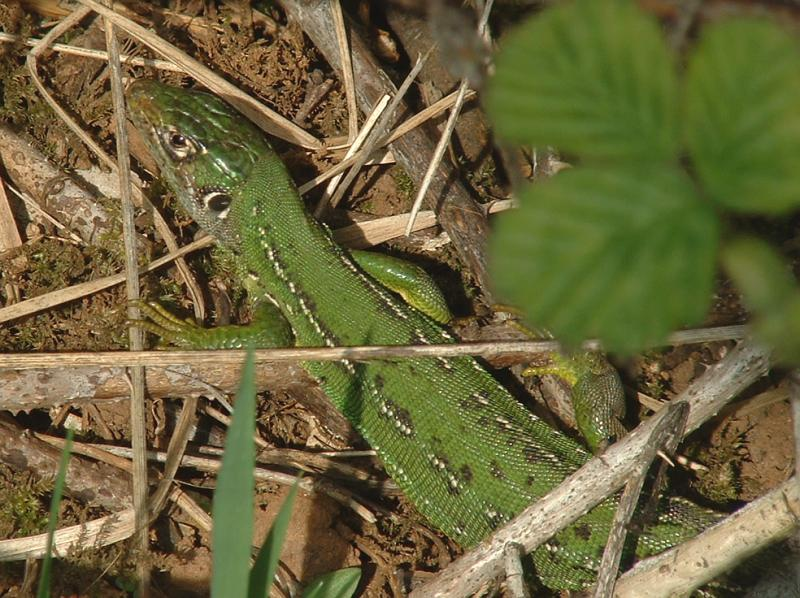
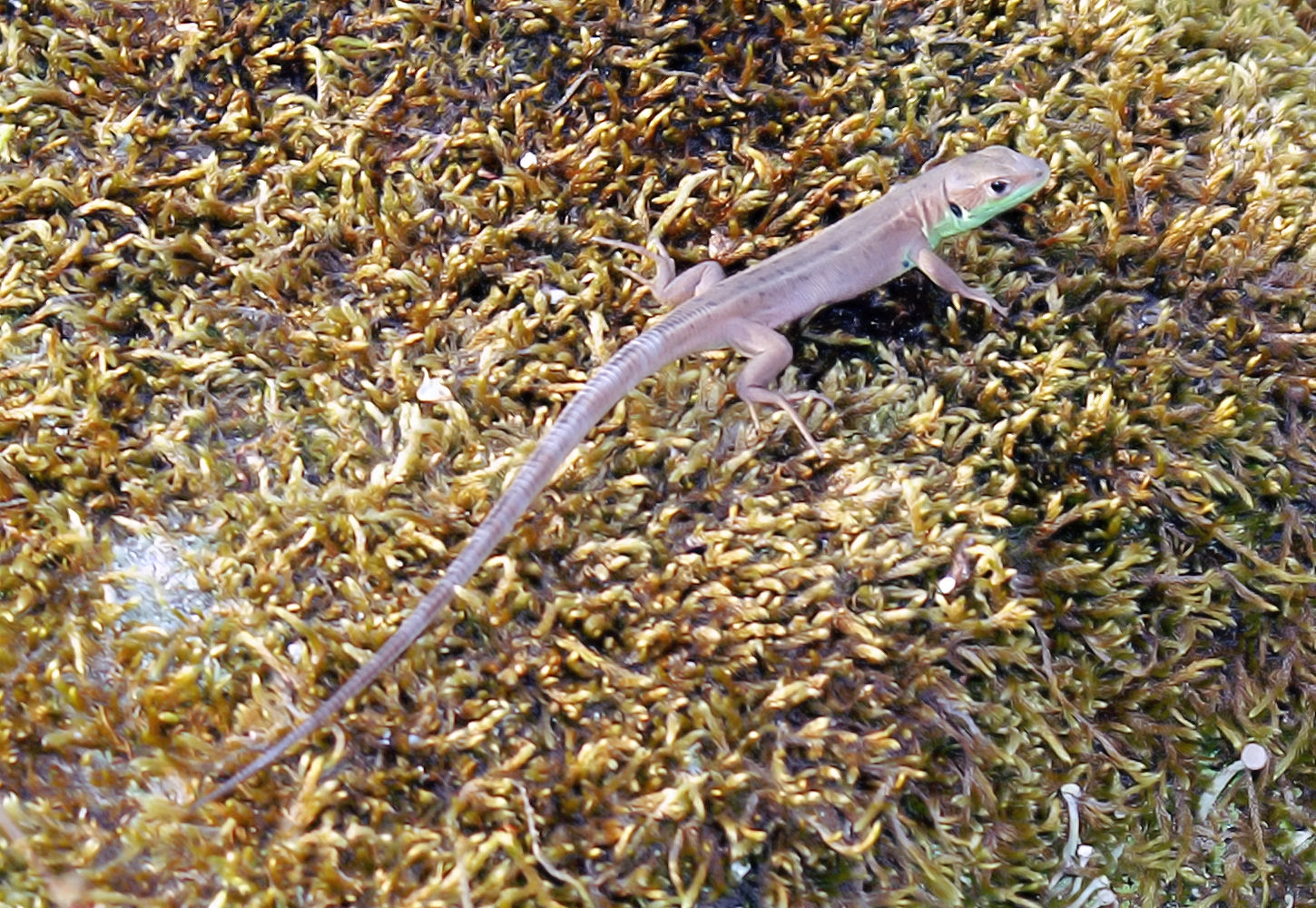